# 가계 내부 협상
가계 내부 협상은 가구 단위와 관련하여 소비를 할지 절약을 할지, 아니면 공부를 할지 일을 할지 등 결정에 도달하기 위해 가계 구성원들 간에 발생하는 협상이다.
협상은 전통적으로 구매나 계약의 협상이라는 경제적 용어로 정의되며 직접적인 금전적 교환 대신에 사용된다. 가계 내부 협상은 가정경제학의 중요한 부분 중 하나이다.

## 같이 보기
- 이해충돌
- 협력 게임
- 가정경제학
- 여성주의 경제학
- 빈곤의 여성화
- 게임 이론
- 성 불평등
- 상속
- 사회적 지지